# Sleeping with Sirens/Diskografie
Diese Diskografie ist eine Übersicht über die musikalischen Werke der US-amerikanischen Post-Hardcore-Band Sleeping with Sirens. Den Schallplattenauszeichnungen zufolge hat sie bisher mehr als 2,7 Millionen Tonträger verkauft. Ihre erfolgreichste Veröffentlichung ist die Single If You Can’t Hang mit über 1,2 Millionen verkauften Einheiten.

## Alben

### Studioalben
| Jahr | Titel Musiklabel                               | Höchstplatzierung, Gesamtwochen, AuszeichnungChartplatzierungen (Jahr, Titel, Musiklabel, Platzierungen, Wochen, Auszeichnungen, Anmerkungen) | Höchstplatzierung, Gesamtwochen, AuszeichnungChartplatzierungen (Jahr, Titel, Musiklabel, Platzierungen, Wochen, Auszeichnungen, Anmerkungen) | Anmerkungen                              |
| Jahr | Titel Musiklabel                               | UK | US | Anmerkungen                              |
| ---- | ---------------------------------------------- | --- | --- | ---------------------------------------- |
| 2010 | With Ears to See and Eyes to Hear Rise Records | — | — | Erstveröffentlichung: 23. März 2010      |
| 2011 | Let’s Cheers to This Rise Records              | — | US78 Gold · (1 Wo.)US | Erstveröffentlichung: 10. Mai 2011       |
| 2013 | Feel Rise Records                              | UK36 (1 Wo.)UK | US3 (12 Wo.)US | Erstveröffentlichung: 14. Juni 2013      |
| 2015 | Madness Epitaph Records                        | UK26 (3 Wo.)UK | US13 (5 Wo.)US | Erstveröffentlichung: 13. März 2015      |
| 2017 | Gossip Warner Bros. Records                    | — | US38 (1 Wo.)US | Erstveröffentlichung: 22. September 2017 |
| 2019 | How It Feels to Be Lost Sumerian Records       | — | US92 (1 Wo.)US | Erstveröffentlichung: 6. September 2019  |
| 2022 | Complete Collapse Sumerian Records             | — | — | Erstveröffentlichung: 14. Oktober 2022   |

### Livealben
| Jahr | Titel Musiklabel                   | Höchstplatzierung, Gesamtwochen, AuszeichnungChartplatzierungen (Jahr, Titel, Musiklabel, Platzierungen, Wochen, Auszeichnungen, Anmerkungen) | Höchstplatzierung, Gesamtwochen, AuszeichnungChartplatzierungen (Jahr, Titel, Musiklabel, Platzierungen, Wochen, Auszeichnungen, Anmerkungen) | Anmerkungen                         |
| Jahr | Titel Musiklabel                   | UK | US | Anmerkungen                         |
| ---- | ---------------------------------- | --- | --- | ----------------------------------- |
| 2016 | Live and Unplugged Epitaph Records | — | US174 (1 Wo.)US | Erstveröffentlichung: 8. April 2016 |

### Kompilationen
| Jahr | Titel Musiklabel                          | Höchstplatzierung, Gesamtwochen, AuszeichnungChartplatzierungen (Jahr, Titel, Musiklabel, Platzierungen, Wochen, Auszeichnungen, Anmerkungen) | Höchstplatzierung, Gesamtwochen, AuszeichnungChartplatzierungen (Jahr, Titel, Musiklabel, Platzierungen, Wochen, Auszeichnungen, Anmerkungen) | Anmerkungen                                                                 |
| Jahr | Titel Musiklabel                          | UK | US | Anmerkungen                                                                 |
| ---- | ----------------------------------------- | --- | --- | --------------------------------------------------------------------------- |
| 2011 | Punk Goes Pop 4 Fearless Records          | — | US92 (2 Wo.)US | Erstveröffentlichung: 21. November 2011 Lied: Fuck You! (CeeLo-Green-Cover) |
| 2012 | Warped Tour 2012 Compilation SideOneDummy | — | US134 (1 Wo.)US | Erstveröffentlichung: 10. Mai 2011 Lied: Tally It Up, Settle the Score      |
| 2013 | Warped Tour 2013 Compilation SideOneDummy | — | US63 (1 Wo.)US | Erstveröffentlichung: 14. Juni 2013 Lied: Do It Now, Remember It Later      |
| 2016 | Warped Tour 2016 Compilation SideOneDummy | — | US117 (1 Wo.)US | Erstveröffentlichung: 17. März 2015 Lied: Go, Go, Go                        |

### EPs
| Jahr | Titel Musiklabel                                                | Höchstplatzierung, Gesamtwochen, AuszeichnungChartplatzierungen (Jahr, Titel, Musiklabel, Platzierungen, Wochen, Auszeichnungen, Anmerkungen) | Höchstplatzierung, Gesamtwochen, AuszeichnungChartplatzierungen (Jahr, Titel, Musiklabel, Platzierungen, Wochen, Auszeichnungen, Anmerkungen) | Anmerkungen                         |
| Jahr | Titel Musiklabel                                                | UK | US | Anmerkungen                         |
| ---- | --------------------------------------------------------------- | --- | --- | ----------------------------------- |
| 2012 | If You Were a Movie, This Would Be Your Soundtrack Rise Records | — | US17 (6 Wo.)US | Erstveröffentlichung: 26. Juni 2012 |

## Singles
- 2010: You Kill Me (In a Good Way) (With Ears to See and Eyes to Hear)
- 2010: If I’m James Dean, You’re Audrey Hepburn (With Ears to See and Eyes to Hear, US: Gold)
- 2010: With Ears to See, And Eyes to Hear (With Ears to See and Eyes to Hear)
- 2011: Do It Now, Remember It Later (Let’s Cheers to This)
- 2011: Fire (Let’s Cheers to This)
- 2011: If You Can’t Hang (Let’s Cheers to This, UK: Silber, US: Platin)
- 2011: A Trophy Father’s Trophy Son (Let’s Cheers to This)
- 2011: Scene Two-Roger Rabbit (If You Were a Movie, This Would Be Your Soundtrack, US: Gold)
- 2012: Stomach Tied In Knots (If You Were a Movie, This Would Be Your Soundtrack)
- 2012: Roger Rabbit (If You Were a Movie, This Would Be Your Soundtrack)
- 2012: Don’t You Ever Forget About Me (If You Were a Movie, This Would Be Your Soundtrack)
- 2012: Dead Walker Texas Ranger
- 2013: Low (Feel)
- 2013: Alone feat. MGK (Feel)
- 2013: Congratulations feat. Matty Mullins (Feel)
- 2014: Kick Me (Madness)
- 2015: We Like It Loud (Madness)
- 2015: Go, Go, Go (Madness)
- 2015: The Strays (Madness)
- 2015: Better Off Dead (Madness)
- 2017: Legends (Gossip)
- 2017: Empire to Ashes (Gossip)

## Musikvideos
| Jahr | Titel                                    | Regie                |
| ---- | ---------------------------------------- | -------------------- |
| 2009 | If I’m James Dean, You’re Audrey Hepburn | Caleb Mallery        |
| 2010 | With Ears to See, and Eyes to Hear       | Kevin McVey          |
| 2011 | If You Can’t Hang                        | Thunder Down Country |
| 2012 | Do It Now, Remember It Later             | Izzy Campos          |
| 2012 | Roger Rabbit                             | Drew Russ            |
| 2013 | Alone (feat. MGK)                        | Sitcom Soldiers      |
| 2013 | Congratulations (feat. Matty Mullins)    | Drew Russ            |
| 2014 | Kick Me                                  | Sitcom Soldiers      |
| 2015 | Go, Go, Go                               | Sean Garcia          |
| 2015 | The Strays                               | Sitcom Soldiers      |
| 2015 | Better Off Dead                          | Sitcom Soldiers      |
| 2016 | Gold                                     |                      |

## Boxsets
- 2016: The Rise Years (Rise Records)

## Sonderveröffentlichungen
Demos
- 2009: Demos

## Statistik

### Chartauswertung
|                     | UK    | US     |
| ------------------- | ----- | ------ |
| Nummer-eins-Alben   | UK—UK | US—US  |
| Top-10-Alben        | UK—UK | US1US  |
| Alben in den Charts | UK2UK | US11US |

### Auszeichnungen für Musikverkäufe
Anmerkung: Auszeichnungen in Ländern aus den Charttabellen bzw. Chartboxen sind in ebendiesen zu finden.
| Land/RegionAuszeichnungen für Musikverkäufe (Land/Region, Auszeichnungen, Verkäufe, Quellen) | Silber  | Gold     | Platin  | Verkäufe  | Quellen   |
| -------------------------------------------------------------------------------------------- | ------- | -------- | ------- | --------- | --------- |
| Vereinigte Staaten (RIAA)                                                                    | —       | 3× Gold3 | Platin1 | 2.500.000 | riaa.com  |
| Vereinigtes Königreich (BPI)                                                                 | Silber1 | —        | —       | 200.000   | bpi.co.uk |
| Insgesamt                                                                                    | Silber1 | 3× Gold3 | Platin1 |           |           |